# Gene Gotti

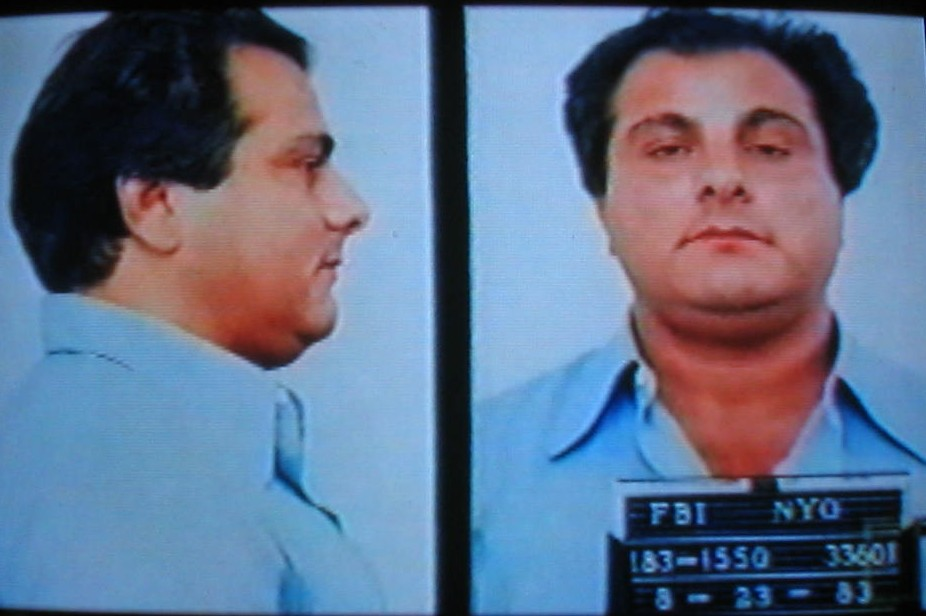
Gene Gotti auf einem Foto des FBI 1983

Gene Gotti (* 1946) ist ein US-amerikanischer Mafioso und Mitglied des als Gambino-Familie klassifizierten Clans der La Cosa Nostra in New York City.

## Leben
Gene Gotti ist ein jüngerer Bruder von John Gotti, einem Oberhaupt der Gambino-Familie, der 2002 in Haft verstarb. Die Familie wuchs in Ozone Park, Queens auf. Bereits 1966 begann er als Gangster für die Gambino-Familie zu arbeiten. Offizielles Mitglied (made man) wurde Gene 1976. Er diente in der South-Ozone-Park-Crew (Queens) unter seinem Bruder John. Innerhalb der Gambino-Familie schwehlte ein Konflikt zwischen der Führung unter Paul Castellano und dem „Bodenpersonal“. Castellano hatte Drogenhandel verboten. Daran hielten sich weder John Gotti, Gene noch dessen Kumpel Angelo Ruggiero. Als Castellano dazu ansetzte, seine Autorität durch Mord wiederherzustellen, griff John ein und ermordete 1985 seinen eigenen Boss. John Gotti setzte sich an die Spitze der Familie und Gene stieg zum Caporegime der Familie auf.
Allerdings flog der Drogenhandel von Gene auf und er wurde 1989 zu einer 50-jährigen Haftstrafe verurteilt. Aufgrund seines unautorisierten Drogenhandels hat Gene Gotti zwar seinen Rang als Caporegime verloren, aber er übt weiterhin großen Einfluss auf die Gambino-Familie aus und sein Wort hat dadurch auf den Straßen von New York City weiterhin Gewicht. Am 13. März 2003 musste Richard V. zusammen mit seinem Sohn Richard G. und Bruder Peter Gotti eine 16-jährige Haftstrafe wegen Erpressung antreten. Seit August 2013 sitzt Gene Gotti in der Federal Correctional Institution, Pollock in Pollock, Louisiana. Er wurde am 14. September 2018 nach 29 Jahren Haft im Alter von 71 Jahren entlassen.
Der ehemalige hochrangige Mafioso Salvatore „Sammy Bull“ Gravano, der gegen seine ehemalige Familie, die Gambino-Bande, aussagte, behauptete, dass Gene Gotti zahlreiche Morde persönlich ausgeführt habe; wegen Mordes wurde Gene jedoch nie angeklagt.

## Familienverhältnisse
Gene Gotti war einer von fünf Söhnen (Richard V., John, Gene, Peter und Vincent) des Ehepaars John Gotti, Sr. und dessen Frau Fannie, die alle Mitglieder der Cosa Nostra wurden.
So ist z. B. Richard V. Gotti (* 1942 in Brooklyn), ein weiterer Bruder Genes, etwa seit 1988 Mitglied der „Familie“; tätig für den Clan ist er seit 1962. In Haft versuchte John ihn als Capo durchzusetzen, da Gene diese Position nicht mehr wahrnehmen durfte, um seine Position als Oberhaupt der Gambino-Familie zu festigen. Auch dessen Sohn Richard G. Gotti (* 30. November 1967) gilt seit 1992 als Mitglied der Gambino-Familie, für die er seit den 1980er Jahren tätig war.

## Im Film
- Gene Gotti wurde von Scott Cohen in dem HBO-Fernsehfilm Der Untergang der Cosa Nostra (Gotti) aus dem Jahre 1996 dargestellt.
- Gene Gotti wurde von Joseph Siravo in dem Film The Mob – Der Pate von Manhattan (Witness to the Mob) aus dem Jahre 1998 dargestellt.